# Костромська область
Костромськá óбласть (рос. Костромска́я о́бласть) — суб'єкт Російської Федерації, що входить до Центрального федерального округу РФ.
- Площа — 60,2 тис. км²
- Населення — 709 тис.
- Довжина з півночі на південь — 260 км, із заходу на схід — 420 км.
- На півночі Костромська область межує з Вологодською областю, на півдні — з Івановською і Нижньогородською областями, на заході — з Ярославською, на сході — з Кіровською областю.

## Населення
На території Костромської області проживає понад 80 національностей, основну частину становлять росіяни — 96,3 %. Чисельність населення — 717,5 тис. осіб (2005). З них міського — 508,8 тисячі осіб, сільського — 257,6 тисячі осіб. Щільність населення — 11,9 осіб/км² (2005), питома вага міського населення — 67,7 % (2005). Працездатне населення становить близько 59,2 %, моложе працездатного — 17,7 %, старше працездатного — 23,1 %. Середній вік населення — 37,8 року.
| Народ                                          | чисельність в 2002 році, тис (* [Архівовано 24 січня 2012 у WebCite]) |
| ---------------------------------------------- | --------------------------------------------------------------------- |
| Росіяни                                        | 704,0                                                                 |
| Українці                                       | 8,0                                                                   |
| Татари                                         | 2,7                                                                   |
| Білоруси                                       | 2,4                                                                   |
| Роми                                           | 1,5                                                                   |
| Вірмени                                        | 1,5                                                                   |
| Азербайджанці                                  | 1,4                                                                   |
| Молдовани                                      | 1,0                                                                   |
| показані народи c чисельністю більше 1000 осіб |                                                                       |

## Водні ресурси
По території області протікає 2632 річки, з них найважливіші — Волга, а також річки її басейну Кострома, Унжа, Ветлуга. Довжина Волги (ділянка Горьківського водосховища) на території області становить 89 км. Найбільші озера Костромської області — Галицьке й Чухломське. Водні ресурси поверхневих водних об'єктів становлять 50,7 км³.

## Муніципальні утворення
Відповідно до Федерального закону від 28 серпня 1995 № 154- ФЗ «Про загальні принципи організації місцевого самоврядування в Російській Федерації» і Законом Костромської області від 3 січня 1996 № 20-ЗКО «Про місцеве самоврядування в Костромській області» на території регіону був образовано 31 муніципальне утворення. З них 7 міст, 23 району й 1 місто+район. В 1999 муніципальні утворення «місто Нерехта» і «Нерехтський район» були об'єднані в єдине муніципальне утворення «місто Нерехта й Нерехтський район», таким чином, число муніципальних утворень скоротилося до 30. Відповідно до Федерального закону від 6 жовтня 2003 № 131-ФЗ «Про загальні приницпах організації місцевого самоврядування в Російській Федерації» на території Костромської області були утворено 303 муніципальних утворення, з них 6 міських округів, 24 муніципальних району, 31 міське поселення, 262 сільських поселення. 17 липня 2005 у всіх знову утворених муніципальних утвореннях пройшли вибори глав муніципальних утворень і депутатів представницьких органів.

### Міські округи
- Кострома
- Волгореченськ
- Буй
- Галич
- Мантурово
- Шар'я

### Муніципальні райони
Міста обласного підпорядкування:
| Назва міста   | Населення (2002) |
| Кострома      | 278 750          |
| Буй           | 27 392           |
| Волгореченськ | 18 164           |
| Галич         | 19 151           |
| Мантурово     | 19 457           |
| Нерехта       | 26 002           |
| Нея           | 11 506           |
| Шар'я         | 24 900           |

Райони:
| Назва району          | Населення (2002, без обліку райцентру) | Районний центр      | Населення райцентру (2002) |
| Антроповський район   | 9 088                                  | с. Антропово        | 3 834                      |
| Буйський район        | 8 847                                  | м. Буй              | 26 500                     |
| Вохомський район      | 13 444                                 | с. Вохма            | 4 785                      |
| Галицький район       | 11 503                                 | м. Галич            | 18 500                     |
| Кадийський район      | 10 341                                 | смт Кадий           | 3 882                      |
| Кологривський район   | 8 566                                  | м. Кологрив         | 3 700                      |
| Костромський район    | 43 904                                 | м. Кострома         | 275 900                    |
| Красносельський район | 19 580                                 | смт.Красне-на-Волзі | 8 162                      |
| Макар'євський район   | 19 523                                 | м. Макар'єв         | 7 847                      |
| Мантуровський район   | 6 796                                  | м. Мантурово        | 18 900                     |
| Межевський район      | 5 851                                  | с. Георгієвське     | 2 816                      |
| Нейський район        | 6 018                                  | м. Нея              | 11 200                     |
| Нерехтський район     | 13 447                                 | м. Нерехта          | 25 400                     |
| Октябрський район     | 6 289                                  | с. Боговарово       | 2 388                      |
| Островський район     | 14 758                                 | с. Островське       | 5 273                      |
| Павінський район      | 6 217                                  | с. Павіно           | 3 024                      |
| Парфенєвський район   | 7 857                                  | с. Парфенєво        | 2 936                      |
| Поназирьовський район | 10 496                                 | смт Поназирово      | 4 988                      |
| Пищузький район       | 6 176                                  | с. Пищуг            | 3 311                      |
| Солигалицький район   | 12 304                                 | м. Солигалич        | 6 996                      |
| Судиславський район   | 15 184                                 | смт Судиславль      | 5 373                      |
| Сусанінський район    | 9 184                                  | смт Сусаніно        | 4 065                      |
| Чухломський район     | 13 574                                 | м. Чухлома          | 5 464                      |
| Шар'їнський район     | 12851                                  | м. Шар'я            | 24 800                     |

### Міські поселення
- селище Антропово
- селище Чисти Бори
- селище Кадий
- місто Кологрив
- селище Красне-на-Волзі
- місто Макар'єв
- місто Нерехта
- місто Нея
- селище Поназирьово
- місто Солигалич
- селище Судиславль
- селище Сусаніно
- місто Чухлома

## Керівники Костромської області (з 1944 року)

### Перші секретарі ВКП(б)—КПРС
1. 1944—1946 Кондаков Олександр Андрійович
2. 1946—1950 Кузнецов Іван Степанович
3. 1950—1952 Пашкін Микола Семенович
4. 1952—1954 Марфін Олексій Ілліч
5. 1954—1956 Сумцов Дмитро Лаврентійович
6. 1956—1963 Флорентьєв Леонід Якович
7. 1963—1964 (сільський) Флорентьєв Леонід Якович
8. 1963—1964 (промисловий) Яхницький Георгій Федорович
9. 1964—1965 Флорентьєв Леонід Якович
10. 1965—1971 Скулков Ігор Петрович
11. 1971—1986 Баландін Юрій Миколайович
12. 1986—1991 Торопов Володимир Іванович

### Голови облвиконкому
1. 1944—1950 Куртов Олексій Васильович
2. 1950—1951 Єршов Валентин Миколайович
3. 1951—1955 Хорьков Григорій Васильович
4. 1955—1962 Баранов Михайло Михайлович
5. 1962 Савін Анатолій Васильович
6. 1962—1964 (сільський) Савін Анатолій Васильович
7. 1962—1964 (промисловий) Курцев Анатолій Іванович
8. 1964—1971 Савін Анатолій Васильович
9. 1971—1984 Донцов Костянтин Васильович
10. 1984—1986 Горячев Геннадій Олександрович
11. 1986—1990 Єрьомін Альвін Євстахійович
12. 1990—1991 Арбузов Валерій Петрович

### Голова обласної ради народних депутатів
1. 1990—1991 Торопов Володимир Іванович
2. 1991—1993 Карташов Рудольф Олександрович

### Голови адміністрації (губернатори)
1. 1991—1996 Арбузов Валерій Петрович
2. 1996—2007 Шершунов Віктор Андрійович
3. 20.09.2007 — 25.10.2007 Цикунов Юрій Федорович (а.о.)
4. 25.10.2007 — 13.04.2012 Слюняєв Ігор Миколайович
5. 13.04.2012 — Ситников Сергій Костянтинович

### Голови Костромської обласної Думи
1. 1994—2000 Бичков Андрій Іванович
2. 2000—2005 Іжицький Валерій Петрович
3. 2005—2015 Бичков Андрій Іванович
4. 2015 — Анохін Олексій Олексійович